# Các kiểu trận đấu vật chuyên nghiệp
Nhiều các kiểu trận đấu vật chuyên nghiệp, đôi khi được gọi là "khái niệm" hoặc "trận đấu dùng mánh lới", trong thuật ngữ của doanh nghiệp, được thể hiện trong môn đấu vật chuyên nghiệp. Một số trận trong số đó xảy ra tương đối thường xuyên trong khi số khác được phát triển để nâng cao một góc và các loại kết hợp như vậy hiếm khi được sử dụng. Do lịch sử lâu dài của môn đấu vật chuyên nghiệp trong nhiều thập kỷ, nhiều kiểu đã được thay đổi (nhiều loại trận đấu thương là biến thể của các loại trận đấu trước đó). Những kiểu kết hợp này có thể được tổ chức thành nhiều nhóm đơn lẻ. 

## Trận đấu đơn
Trận đấu đơn là thể loại cơ bản nhất trong tất cả các trận đấu vật chuyên nghiệp, chỉ bao gồm hai đấu thủ đối đầu nhau cho một fall. Chiến thắng bằng đè đếm, đòn khóa, knockout, Đếm hoặc truất quyền thi đấu

## Trận đấu đội
Các trận đấu thường được đấu giữa hai (hoặc nhiều) đội, thường gồm hai đội đấu với nhau. 

### Trận đấu đồng đội
Trong đa số các trường hợp, một thành viên của đội thi đấu trong võ đài với một hoặc nhiều đồng đội của mình đứng sau các dây võ đài. Các đô vật chuyển đổi vị trí bằng cách "tag" với nhau, thường tương tự như đập tay, và do đó thường được gọi là trận đấu đồng đội. Điều này có thể gây ra căng thẳng trong trận đấu khi một đô vật bị thương ở giữa võ đài cố gắng "tag" với đồng đội của mình, thường với đội gót chân ngắn họ làm như vậy. Trong các trận đấu đồng đội thông thường, các quy tắc đấu vật tiêu chuẩn được áp dụng với một trận đấu kết thúc bằng pinfall, đòn khóa, đè đếm hoặc không đủ tiêu chuẩn.
Các chương trình đấu vật thường thành lập các nhóm đồng đội cạnh tranh trong các trận đấu đồng đội hơn là các trận đấu đơn, mặc dù các đội thường sẽ rời nhóm để theo đuổi sự nghiệp solo. Các đội thường bao gồm bạn bè hoặc người thân ngoài đời thật. Trong các dịp khác, các đội được lập ra bởi các nhà quảng bá dựa trên căn chỉnh lại đội hình hoặc nhân vật của họ để tăng số lượng đấu đồng đội hoặc để tiếp tục mạch chuyện cùng lúc.
Các chương trình đấu vật thường có các danh hiệu dành cho thi đấu đồng đội cho một đội gồm hai đô vật, và hiếm khi sẽ hơn hai người thông qua luật Freebird. Dù phổ biến trong môn lucha libre của Mexico, nhưng có lúc World Championship Wrestling (WCW) đã có chức vô địch cho ba người.
WWE cũng có các nhóm gồm ba đô vật (trận đấu ba người) hoặc bốn đô vật (trận đấu bốn người) đối đầu với nhau.

### Trận đồng đội kiểu Tornado
Các trận đấu mà toàn đội cùng thi đấu một lúc thường gọi là Trận đồng đội kiểu Tornado (Lốc xoáy), cụ thể là trong WWE. Các trận đấu có thể tổ chức theo các quy tắc đã định hoặc một trận đặc biệt, như trận lồng thép hoặc trận thang thép. Nếu là trận tranh đai và một đội DQ (phạm luật) thì danh hiệu sẽ không thay đổi trừ khi một thành viên của đội bị loại thì danh hiệu mới đổi chủ.

### Trận đồng đội loại bỏ
Các trận đồng đội đôi khi được tổ chức theo luật loại bỏ; tức là đô vật bị loại khỏi trận đấu, nhưng thành viên còn lại được phép đấu tiếp với các thành viên của các đội tương tự cho đến khi tất cả các thành viên trong một đội bị loại.
Trong WWE, các trận này thường tổ chức tại pay-per-view Survivor Series, và gọi là trận đấu Survivor Series. Các đội gồm bốn đến năm thành viên, tuy nhiên một số trận lên đến bảy, thi đấu theo luật loại bỏ. Tất cả các quy định được áp dụng và các thành viên trong đội có thể "tag" bất cứ lúc nào và thi đấu lần lượt theo thứ tự họ đứng. Trong khi một số đội thường là nhóm, những đội khác có thể tuyển thêm thành viên cho họ.
Trong các chương trình của lucha libre, torneo cibernetico là một trận đấu tương tự gồm các đội tối đa tám đô vật tham gia theo thứ tự đã định sẵn.

## Trận Người Thắng Có Tất Cả
Trận người thắng có tất cả là trận mà trong đó hai đô vật (đơn hoặc đồng đội) là nhà vô địch tham gia trận đấu, và người thắng sẽ giành được tất cả đai, trong trường hợp thua thì sẽ mất đai; do đó gọi là "thắng có tất cả". Sự khác biệt giữa loại trận này và trận thống nhất chức vô địch là trong trận thống nhất, một chức vô địch sẽ thống nhất với chức vô địch kia và ngưng hoạt động/bị phá hủy. Trong kịch bản trận Người Thắng Có Tất Cả, cả danh hiệu vẫn sẽ hoạt động và được bảo vệ riêng biệt.
Trong New Japan Pro-Wrestling (NJPW), loại trận này gọi là "Double Gold Dash".

## Trận Empty Arena
Một trận Empty Arena là trận đấu kiểu hardcore (không luật phạm quy, Đè Đếm Mọi Nơi) "anything goes" giữa hai hay nhiều đô vật diễn ra trong một đấu trường hoặc sân vân động dù hoàn toàn tạo ra dành cho sự kiện đấu vật, là không có khán giả. Những người duy nhất có mặt gồm các đô vật tham gia trận đấu, trọng tài, bình luận viên và quay phim. Trận đấu được phát sóng hoặc quay video và phát lại sau. Ví dụ qua trận tranh WWF Champion giữa The Rock và Mankind diễn ra ở Tucson, Arizona, tại Tucson Convention Center, được phát sóng như một phần của tập đặc biệt Halftime Heat trong Sunday Night Heat và phát sóng với Super Bowl XXXIII vào năm 1999. Một trong những trận empty arena sớm và được biết đến nhất xảy ra vào năm 1981, ở Memphis, Tennessee, tại Mid-South Coliseum giữa Jerry Lawler và Terry Funk. Trong sự kiện pay-per-view Double or Nothing, All Elite Wrestling tổ chức trận đồng đội empty arena trong một sân vận động ngoài trời gọi là "Stadium Stampede" giữa The Elite và The Inner Circle trong TIAA Bank Field.
Thiếu khán giả trở thành hợp pháp của việc sản xuất và không phải là quy định về kayfabe của trận đấu (tức trận đấu diễn ra bình thường, nhưng không khán giả) không nhất thiết gọi là trận đấu trống.

## Trận Đè Đếm Mọi Nơi
Đè đếm có thể xảy ra tại bất kỳ đâu trong trận đấu khi có người đè người còn lại bất cứ vị trí nào, thay đổi các quy tắc tiêu chuẩn là phải diễn ra trong võ đài và giữa các dây võ đài. Điều này cũng không áp dụng luật "Đếm ngược" thông thường. Một biến thể là khi một đô vật bị đè, đô vật đó sẽ thua nếu không trở lại sàn đấu trong một thời gian cụ thể - trọng tài thường đếm tới 10 hoặc 30. Nếu đô vật đó trở lại võ đài trong khoảng thời gian này, trận đấu tiếp tục.  Đôi khi được liệt kê là một lãnh thổ cụ thể (VD: tiểu bang, quận hoặc vị trí chung mà trận đấu diễn ra). Vì trận đấu được diễn ra ở nhiều khu vực khác nhau của đấu trường , quy tắc "đè đếm mọi nơi" hầu như luôn đi kèm quy tắc "không bị truất quyền thi đấu" để khiến trận đấu thành một trận hạng nặng, tạo điều kiện thuận lợi cho các đô vật dễ dàng sử dụng bất cứ đồ vật nào họ thấy ở bất cứ đâu trận đấu diễn ra.

## Trận Cướp Cờ
Trận cướp cờ là phiên bản đấu vật chuyên nghiệp của trò cướp cờ. Trong trận đấu, hai lá cờ được đặt trên góc võ đài đối diện, mỗi lá cờ đại diện cho quốc gia của một đô vật hay một đội đấu và mục tiêu của trận đấu là giành lấy lá cờ của đối thủ và giương cao nó  trong khi cờ của mình không bị cướp. Nếu trọng tài bị đánh ngã và không thể công nhận chiến thắng, người bảo vệ có thể cắm cờ trở lại vị trí của nó, do đó tiếp tục trận đấu.
Trận đấu Quốc ca là một dạng biến thể của trận cướp cờ với quy định bổ sung là quốc ca quê hương của đô vật hoặc đội thắng sẽ được vang lên sau trận đấu, như một buổi lễ trao huy chương. Điều này có thể sử dụng để thúc đẩy lòng yêu nước cho đô vật hoặc sự nhiệt liệt của đô vật tham gia.

## Các biến thể dựa trên trang phục

### Trận địa điểm phù hợp
Trong trận địa điểm phù hợp, hai đô vật tham gia phải ăn mặc giống nhau. Ngoài việc ăn mặc như người kia, một người tham gia cũng sử dụng nhạc nền của người kia làm nhạc nền của mình.

### Giảm bớt quần áo
Các loại trận đấu của nữ gồm các loại trang phục mà đô vật nữ mặc khi thi đấu, chỉ được mặc nội y, bikini, trang phục nữ sinh, trang phục ướt hoặc khỏa thân. Trong các trận đấu khỏa thân ở Naked Women's Wrestling League, trọng tài nữ cũng sẽ thể hiện mức độ khỏa thân khác nhau.

### Trận bịt mắt
Trong trận bịt mắt, hai người tham gia phải đeo khăn bịt mắt trong suốt trận đấu.

## Trận đấu chấp người
Một trận chấp người là trận đấu gồm một đô vật hoặc một nhóm đô vật chống lại một nhóm đô vật khác với ưu thế về số lượng, như một chấp hai, một chấp ba, v.v. Thông thường, babyfaces ít hơn với đội phản diện có nhiều thành viên trong nhóm của họ để khiến lợi thế mất công bằng. Trong trận một chấp hai, đội có số lượng vượt trội hơn sẽ thực hiện quy tắc đồng đội, khi mỗi người vào thi đấu. Trong những trận khác, chẳng hạn như trận đồng đội Tornado, tất cả đối thủ đều ở võ đài cùng lúc. Trong những năm 1980 và 1990, các trận chấp người được sử dụng trong các trận sơ bộ có sự tham gia của các ngôi sao lớn (thường là phản diện), như King Kong Bundy, Big Van Vader hoặc Yokozuna - như một nhân vật phản diện to lớn/mánh lới để thể hiện nhân vật chính diện sẽ hoàn toàn thống trị đối thủ của họ bất chấp khoảng cách về số lượng.